# Vezzani
Vezzani est une commune française située dans la circonscription départementale de la Haute-Corse et le territoire de la collectivité de Corse. Elle appartient à l'ancienne piève de Castello.

## Géographie

### Situation
Vezzani est une commune de la façade orientale de la Corse, sans littoral, l'une des sept communes de l'ancien canton de Vezzani dont elle était le chef-lieu, en limite du « territoire de vie » Centru di Corsica du parc naturel régional de Corse.
Elle fait partie de l'ancienne piève de Castello. Son imposante et belle église de l'Annonciation a succédé à la chapelle San Giovanni Battista de Ghisoni pour porter le titre d'église piévane de Castello. L'office du tourisme de Ghisonaccia l'a ajoutée à la liste des communes faisant partie de la Costa Serena.
Communes limitrophes

### Géologie et relief
La commune est située au nord-est du massif du Renoso, dominée par la partie orientale de la forêt territoriale de Rospa-Sorba. Son territoire occupe la haute vallée du Tagnone, ainsi que toute la partie nord de la vallée du Tagnone, de sa source jusqu'à Maison Pierragi (Pietroso).
Limites territoriales
Elles peuvent se définir ainsi :
- à l'ouest, depuis la Punta della Gavina (1 279 m) « à cheval » sur Ghisoni, Pietroso et Vezzani, la démarcation part au nord en suivant une ligne de crête ponctuée par la Punta Chiaragiolo (1 290 m), la Punta Pruno (1 275 m), le col de Rospa (1 251 m), la Punta Martinellu (1 478 m) et la Punta Paglia (1 528 m) « à cheval » sur Muracciole, Ghisoni et Vezzani,
- au nord, la démarcation se dirige vers l'est en déclinant sur la Punta di Tana (1 279 m), passant au carrefour giratoire des routes D 243 et D 43 (785 m), puis par la Punta della Ringhella (834 m), la Pointe Muracinto (845 m). Elle quitte peu après la ligne de crête pour aller longer le cours du ruisseau de Ciona, jusqu'à sa confluence (point situé à 186 m d'altitude) avec le ruisseau de Casaloria, affluent du Tavignano ;
- à l'est, elle remonte vers une ligne de crête orientée au sud-est, passe par la Pointe de Scampolelli (548 m), approche la Punta Murone (684 m - Piedicorte-di-Gaggio), la Bocca alla Pajana et sa bergerie (608 m), le col de Sbiro (732 m), la Punta Chigliani (784 m), le col de Pietre Bianche où passe la route D443, longe le bord supérieur de la route jusqu'à la Pointe de Nivischio (754 m) et atteint la Punta Capizzali (728 m). De là, part vers le sud, une nouvelle ligne de crête déclinante, qui coupe la route D443, passe entre la chapelle San Michele et le cimetière voisin, frôle la Pointe de Serra (675 m), atteint la Pointe de Finocchiaja (460 m), puis la Pointe de Firello (401 m), suit un tracé rectiligne passant par les bergeries de Terriola, et descend la crête de Fuatello jusqu'au lit de la rivière Tagnone (107 m) et d'un moulin ruiné au nord de Maison-Pierragi. À Maison-Pierragi, Vezzani atteint la fertile plaine du Tagnone dont elle ne possède aucune partie.
- au sud, le lit de la rivière Tagnone sert de démarcation avec Pietroso, de l'altitude 107 m à 441 m, au lieu-dit Aja Vecchia. De ce point, la démarcation suit une ligne de crête quasi rectiligne orientée sud-ouest, jusqu'à la Pointe Cali (1 390 m), et rejoint enfin au sud, la Punta della Gavina.

### Hydrographie
Vezzani est arrosée par la rivière Le Tagnone dont tout le bassin versant supérieur est situé sur la commune. Le Tagnone prend sa source sur la commune, sur le flanc oriental de Punta Paglia (1 528 m). Il alimente le Tavignano peu avant son embouchure à Aléria.
Le réseau hydrographique est dense. Sur la commune, le Tagnone reçoit les eaux des ruisseaux de Bicolami, de Vetrice, de Forcalo, de l'Affite Barello et de Forci. Sur son cours avaient été bâtis plusieurs moulins aujourd'hui ruinés : Aueri, Muralba, et celui au nord de Maison-Pierragi.
Deux réservoirs existent au village, pour l'alimentation en eau de ses habitants.

### Climat et végétation

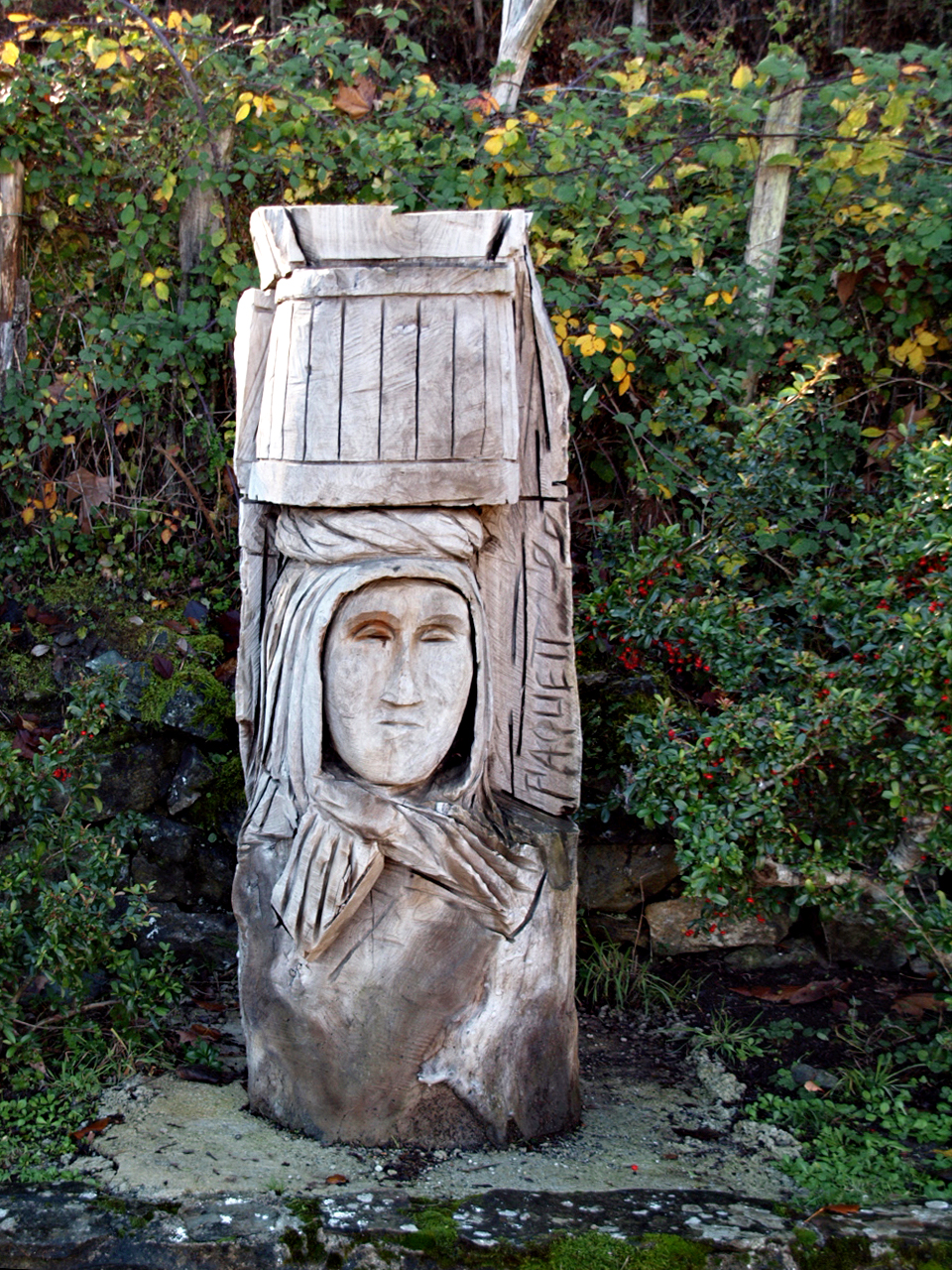
La porteuse d'eau ancestrale.

Vezzani bénéficie d'un climat méditerranéen, avec des étés chauds mais toutefois plus tempérés que sur le littoral. Les vents dominants sont ceux orientés du nord au sud-est, soit la tramontana nordique, froide et humide en hiver, le grecale (ou nordet pour les marins) vent du nord-est apportant en hiver froid et neige, le levente vent d'est et le sirocco vent chaud du sud, souvent chargé de particules rouges de sable.
Les précipitations sont fortes, surtout durant la période octobre/mars. Elles sont facteurs d'inondations et coulées de boue sur la commune, comme celles qui se sont produites le 4 novembre 2008 ou encore du 4 au 6 novembre 1994.
Vezzani est une commune de montagne, verte et boisée. La remarquable forêt territoriale de Rospa-Sorba de pins laricio, « à cheval » sur Muracciole, Noceta, Rospigliani, Vezzani et Ghisoni, couvre toute la partie occidentale de son territoire. La châtaigneraie habille les abords du village et une grande partie de son territoire située entre 500 et 700 mètres. À l'alentour, le chêne vert est majoritaire. Plus bas, en suivant le Tagnone, les flancs de montagne sont couverts d'un épais maquis.
L'exploitation du bois a contribué pendant longtemps à la prospérité de la commune. Les semences de pins laricio étaient recueillies pour être exportées pour le reboisement. Vezzani organise tous les ans, une fête consacrée au bois et à la forêt. Des œuvres créées sur le thème du bois par des artistes, sculpteurs et artisans régionaux, sont exposées sur plusieurs jours.

### Voies de communication et transports

#### Accès routiers
Deux routes départementales traversent la commune :
- la D 43 reliant Aléria à Venaco via Antisanti, Rospigliani, et Noceta ;
- la D 343 reliant Aléria à Vivario via Maison-Pierragi, Pietroso et Muracciole. La D 343 dessert le village.

#### Transports
La gare la plus proche est la gare de Vivario, distante de 12 kilomètres par la route.

## Urbanisme

### Typologie
Au 1er janvier 2024, Vezzani est catégorisée commune rurale à habitat dispersé, selon la nouvelle grille communale de densité à sept niveaux définie par l'Insee en 2022.
Elle est située hors unité urbaine et hors attraction des villes,.

### Occupation des sols
L'occupation des sols de la commune, telle qu'elle ressort de la base de données européenne d’occupation biophysique des sols Corine Land Cover (CLC), est marquée par l'importance des forêts et milieux semi-naturels (95,8 % en 2018), néanmoins en diminution par rapport à 1990 (99,4 %). La répartition détaillée en 2018 est la suivante : 
forêts (72,9 %), milieux à végétation arbustive et/ou herbacée (20,9 %), prairies (2,6 %), espaces ouverts, sans ou avec peu de végétation (2 %), zones agricoles hétérogènes (1,6 %). L'évolution de l’occupation des sols de la commune et de ses infrastructures peut être observée sur les différentes représentations cartographiques du territoire : la carte de Cassini (XVIIIe siècle), la carte d'état-major (1820-1866) et les cartes ou photos aériennes de l'IGN pour la période actuelle (1950 à aujourd'hui).

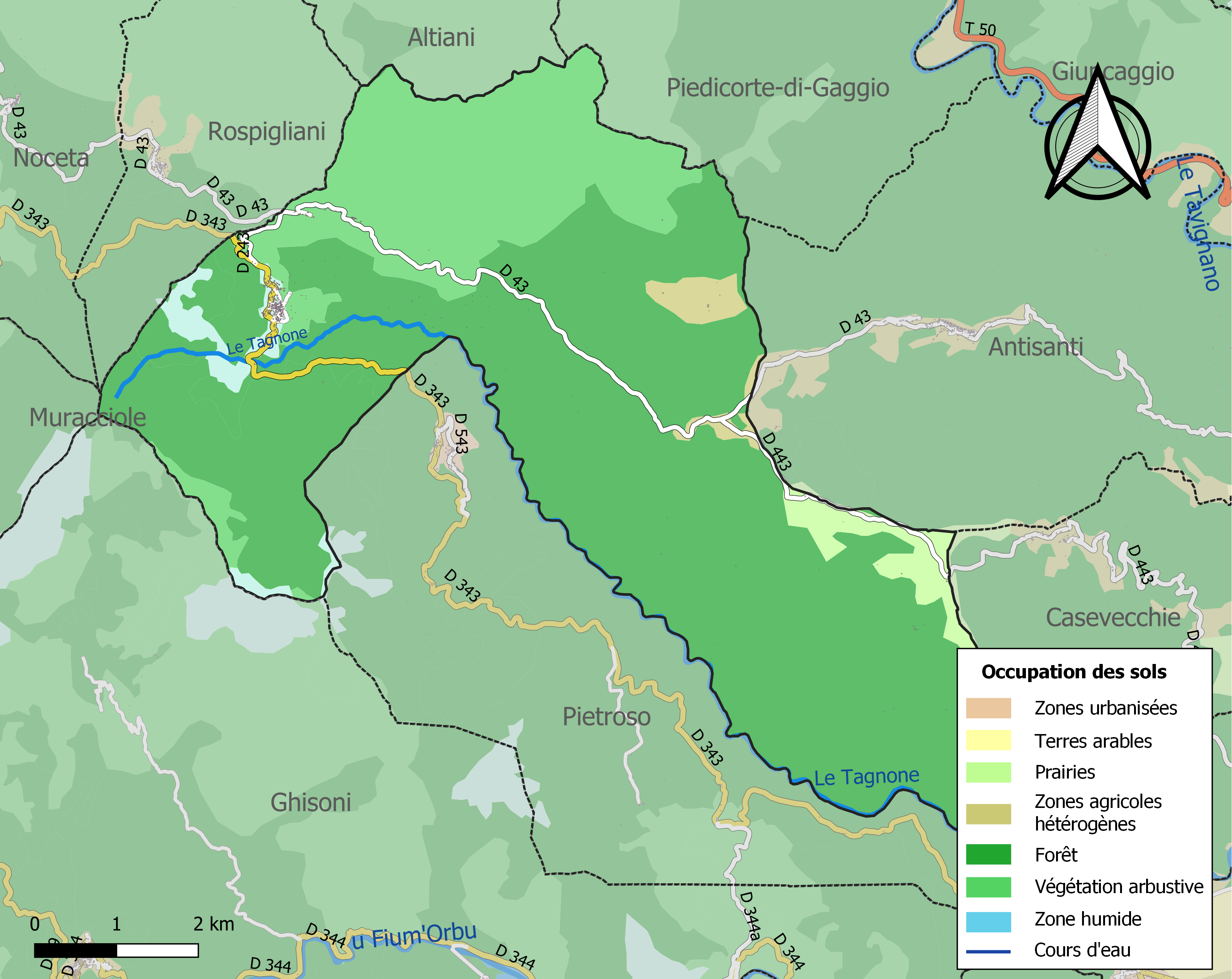
Carte des infrastructures et de l'occupation des sols de la commune en 2018 (CLC).

## Toponymie
Le nom corse de la commune est Vizzani [biʦˈʦaːni]. Ses habitants sont les Vizzanesi.

## Histoire

### Antiquité
Le nom de Vezzani serait d'origine ligure, selon l'historien Xavier Poli. Dans son ouvrage cité en référence, l'auteur cite en note de bas de page : « En Ligurie, Vettiani fundus est devenu Vezziani, (Walkenaer, L 161). De plus un monument découvert à Vezzani, près de Reveroto, (Italie), mentionne les bourgs Vettiani, chez les Genannes. Tartarotti, Memorie antichedi Reveroto, p. 50 et 52. Vezzani serait donc un nom ligure ».

### Moyen Âge
Au début du XVIe siècle, vers 1520, Vezzani faisait partie de la pieve de Castello qui comptait environ 2 000 habitants répartis dans des lieux habités qui avaient pour nom lo Luco, lo Poggio, Ghisoni, Vesani, lo Petroso, la Pieve, Lachari, dans la Banda di Dentro selon la carte Isle de Corse (1650) de N. Sanson d'Abbeville géographe du Roy, à la Bibliothèque nationale.

### Temps modernes
- 1565, le village est pillé par l'armée génoise en représailles contre Sampiero Corso.
- 1572, à la suite d'attaques répétées sur le bétail, une autorisation de chasse à l'ours est donnée par délibération à Salvatore di Bonello.
- 1589, achèvement de l'église de Pievana.

#### Vezzani durant la grande révolte contre les Génois
Extraits de la Chronologie écrite par Antoine-Dominique Monti, président de l'ADECEC, publiée par celle-ci en 1979 :
- 1737 janvier - Conjuration contre la Nation : Vincente Vincenti de Santa Lucia di Talcini, les Panzani, Petru Simone Pietri, de Carpinetu, Francescu Maria Moracchini, de Vallerustie, Gnaziu Capone, de Merusaglia, et Prufiziu Grazietti, di Vezzani, se réunissent dans la maison de Vincenti pour étudier les moyens propres à soumettre la Corse à la République.
- 1738 octobre - Ottavi est le piévan de Castello (Ghisoni, Vezzani).
- 1744 mai - Le célèbre prédicateur Père Léonard, de Port-Maurice, des Mineurs réformés, est envoyé en mission auprès des chefs corses par Beaujeu pour ramener les Corses à l'obéissance. Le 20 août il est à Vezzani.
- 1746 septembre - Nuceta, Ruspigliani, Antisanti, Vezzani, U Petrosu, Ghisoni, Vivariu et le Fiurmorbu refusent de payer les tailles au gouvernement national.
- 1755 - Mariu Emmanuellu Matra, adversaire de Pascal Paoli, soutenant Gênes, était à la tête d'un parti important dans les pieve de Fiumorbo, Castello, Rogna, Alesani, Serra et Verde. Il se fait proclamer général à Alesani le 10 août 1755 et combat Paoli[Note 1].
- 1757 mai - Antone Matra, dit Antonucciu, cousin germain de Mariu, soulève les pieve de Serra, Castello, Rogna, Cursa, Coasina et se dirige vers Corte occupé par des troupes de Paoli. Sa marche est stoppée à Piedicorte.
- 1762 - Vezzani est brûlé par les paolistes à titre d'exemple.

- 1769 - 8 mai, les troupes paolistes perdent la bataille de Ponte-Novo, la Corse passe sous l'administration militaire française.
- 1790 - La piève de Castello devient le canton de Castello.
- 1793 - Le canton de Castello devient le canton de Sorba et intègre les communes d'Antisanti, Rospigliani et Noceta. Vezzani en est le chef-lieu.
- 1797 - Le village est de nouveau brûlé, cette fois par les républicains de Bonaparte. Jusqu'au XIXe siècle, il portera le surnom de Vichjeti (brûlis)[10].
- 1828 - Le canton de Sorba devient le canton de Vezzani.
- 1861 - Création du canton de Ghisoni (incluant Ghisoni, Lugo-di-Nazza, Poggio-di-Nazza et Ghisonaccia) qui se sépare du canton de Vezzani.
- 1864 - Vezzani et Vivario cèdent des terres pour la création de la commune d'Aghione.

### Époque contemporaine

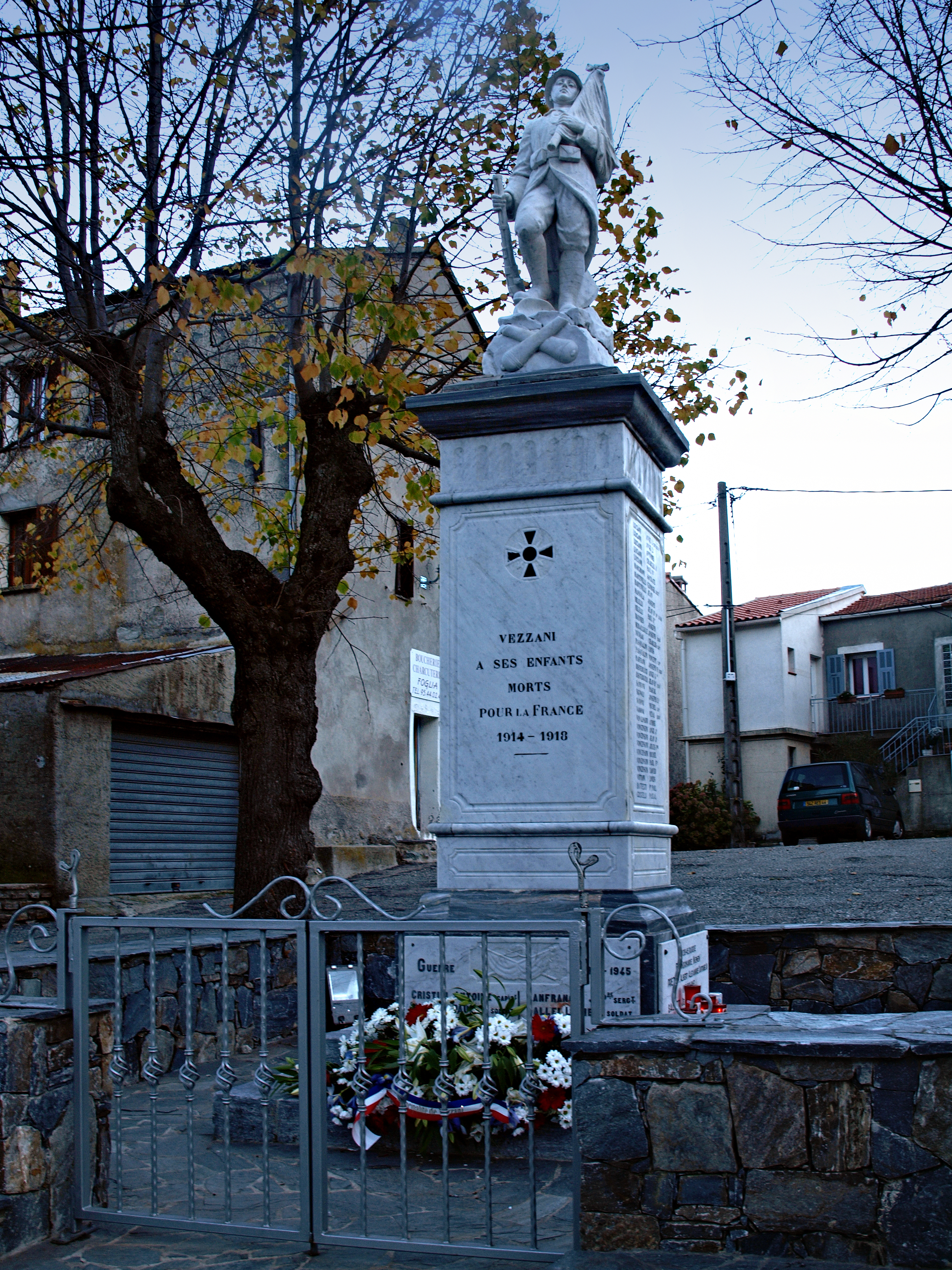
Monument aux morts.

En 1954, Vezzani qui comptait alors 604 habitants, devient le chef-lieu du canton de Vezzani composé avec les communes de Aghione, Antisanti, Casevecchie, Noceta, Pietroso, Rospigliani et Vezzani.

## Politique et administration

### Liste des maires
| Période                                  | Période      | Identité                  | Étiquette | Qualité              |
| ---------------------------------------- | ------------ | ------------------------- | --------- | -------------------- |
| Les données manquantes sont à compléter. |              |                           |           |                      |
|                                          |              | Charles Risterucci        |           |                      |
| 1969                                     | 2001         | Pierre Griscelli          |           | Instituteur retraité |
| mars 2001                                | 2014         | Jean-Pierre Pagni         | UMP       | Chargé de mission    |
| mars 2014                                | janvier 2017 | François-Louis Vincensini | UMP-LR    | Cadre                |
| mars 2017                                | En cours     | Philippe Susini           |           | Retraité             |

### Jumelages
- San Ignacio de Sabaneta (République dominicaine) (2007).

## Population et société

### Démographie
L'évolution du nombre d'habitants est connue à travers les recensements de la population effectués dans la commune depuis 1800. Pour les communes de moins de 10 000 habitants, une enquête de recensement portant sur toute la population est réalisée tous les cinq ans, les populations de référence des années intermédiaires étant quant à elles estimées par interpolation ou extrapolation. Pour la commune, le premier recensement exhaustif entrant dans le cadre du nouveau dispositif a été réalisé en 2007.

En 2022, la commune comptait 269 habitants, en évolution de −4,27 % par rapport à 2016 (Haute-Corse : +5,15 %, France hors Mayotte : +2,11 %).
| 1800 | 1806 | 1821 | 1831 | 1836 | 1841 | 1846 | 1851 | 1856 |
| ---- | ---- | ---- | ---- | ---- | ---- | ---- | ---- | ---- |
| 460  | 624  | 618  | 819  | 953  | 984  | 957  | 972  | 945  |

| 1861  | 1866  | 1872 | 1876 | 1881 | 1886  | 1891 | 1896 | 1901  |
| ----- | ----- | ---- | ---- | ---- | ----- | ---- | ---- | ----- |
| 1 091 | 1 017 | 944  | 957  | 851  | 1 103 | 941  | 960  | 1 084 |

| 1906  | 1911 | 1921  | 1926  | 1931  | 1936  | 1946 | 1954 | 1962 |
| ----- | ---- | ----- | ----- | ----- | ----- | ---- | ---- | ---- |
| 1 127 | 943  | 1 117 | 1 013 | 1 034 | 1 023 | 689  | 604  | 408  |

| 1968 | 1975 | 1982 | 1990 | 1999 | 2006 | 2007 | 2012 | 2017 |
| ---- | ---- | ---- | ---- | ---- | ---- | ---- | ---- | ---- |
| 451  | 408  | 412  | 336  | 300  | 306  | 307  | 322  | 265  |

| 2022 | - | - | - | - | - | - | - | - |
| ---- | - | - | - | - | - | - | - | - |
| 269  | - | - | - | - | - | - | - | - |

### Manifestations culturelles et festivités

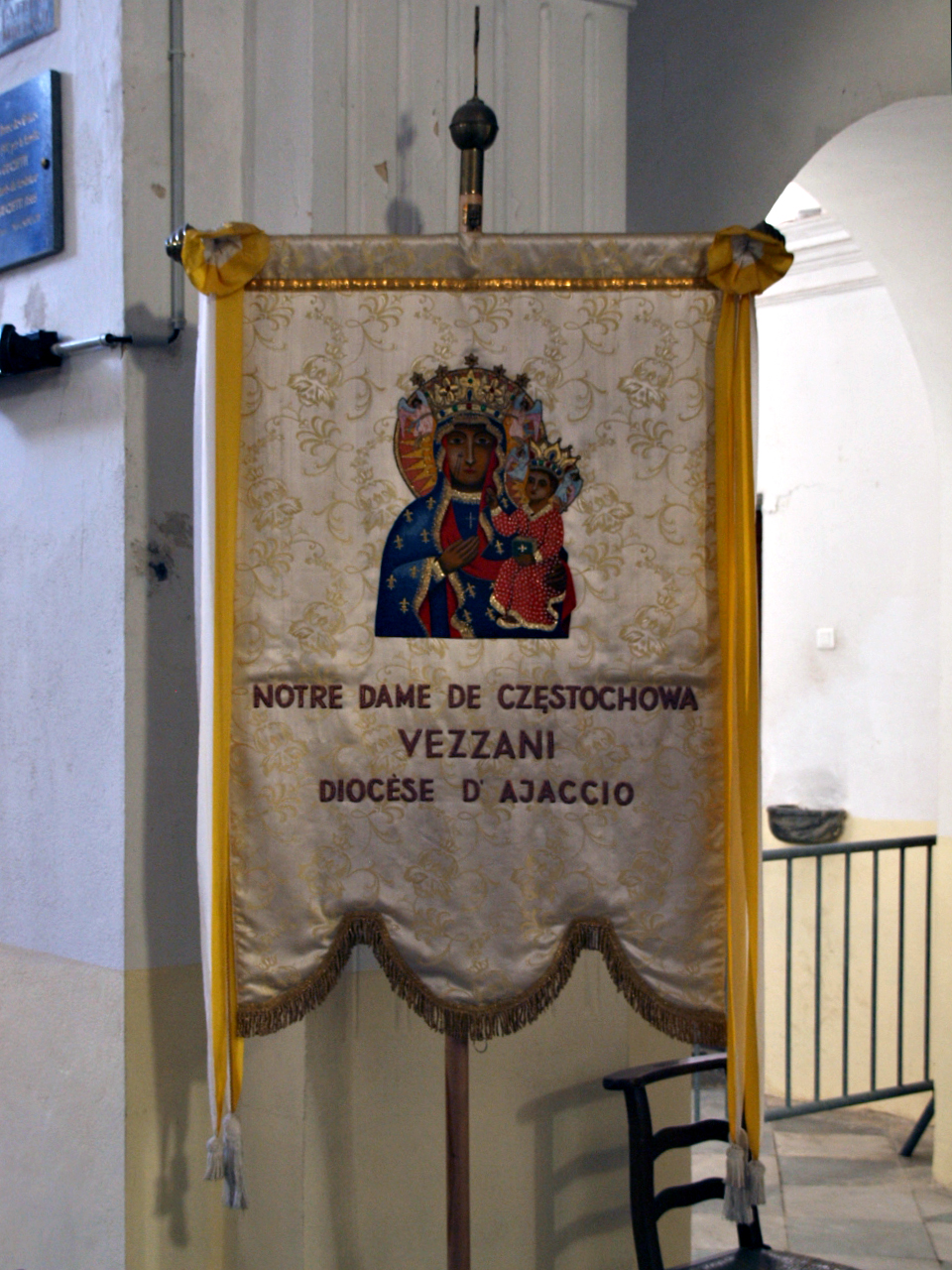
Bannière de procession Notre-Dame de Częstochowa.

- 25 mars, jour de l'Annonciation, fête de la sainte patronne du village.
- 15 juillet, fête de Saint Quilicus
- 15 août, fête patronale du village, avec procession religieuse suivie d'un bal organisé par l'Union Sportive Vezzanaise.

#### Fête du bois et de la forêt

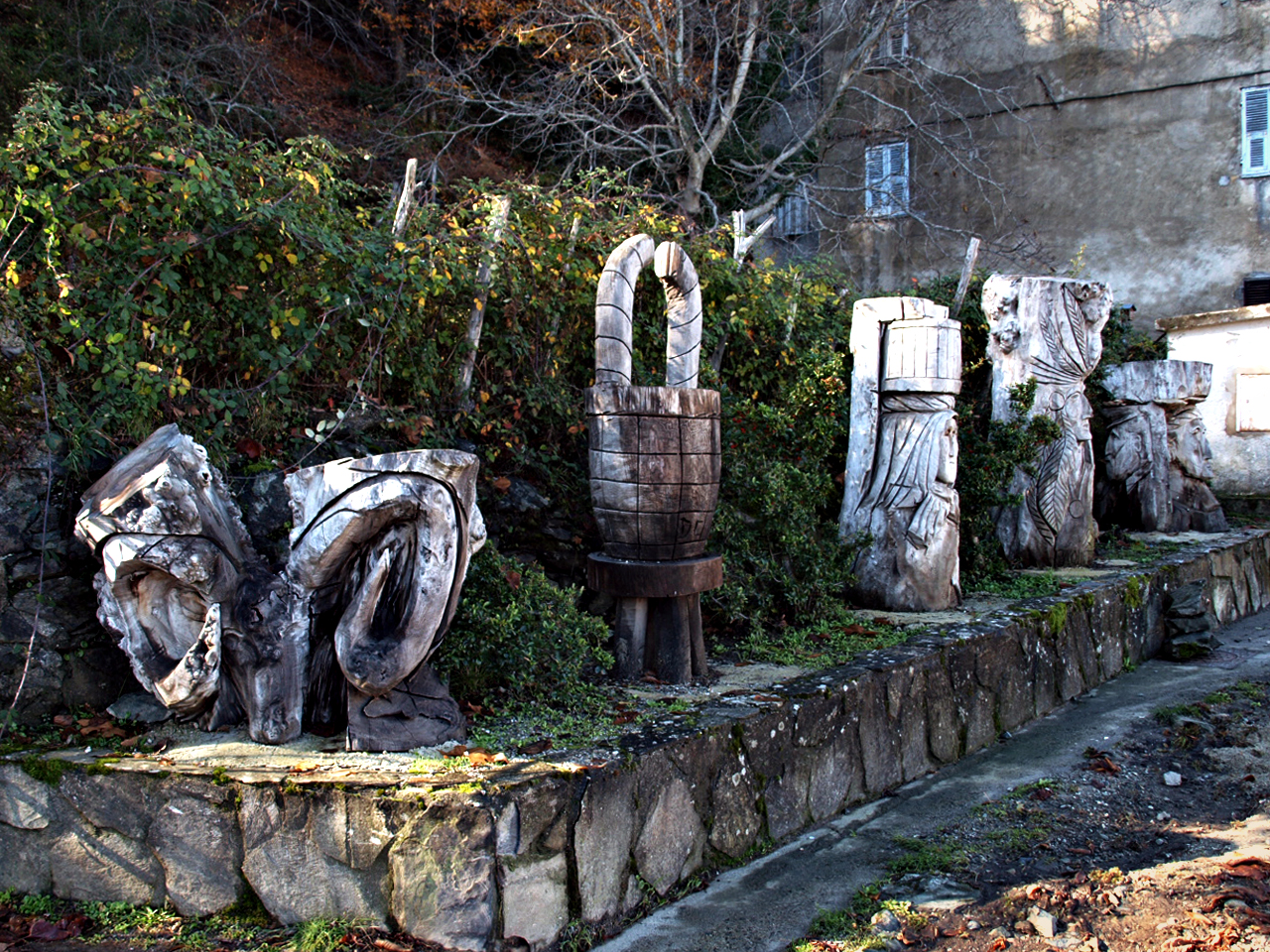
Sculptures exposées dans le village.

La Festa di u legnu è di a furesta (« Fête du bois et de la forêt ») est organisée chaque année au mois d'août par l'association a Leva. Cet événement identitaire de l'été se déroule cette année sur une journée. La 18e édition de la Festa di u legnu è di a furesta aura lieu le 9 août 2014.

### Cultes
L'église paroissiale de L'Annunziata relève du diocèse d'Ajaccio.

### Anecdotes
- Une rumeur fait régulièrement surface dans la commune : le colonel Kadhafi, ex-chef d'État de la Libye, aurait été le fils naturel du capitaine Albert Preziosi, natif de la commune[15].
- Baldovini, un maréchal-ferrant qui fit legs de quelque terre pour un terrain de football, se vit un jour reprocher le ferrage d'un âne, à quoi il rétorqua : « Va te faire ferrer à Corte ! ».

## Culture locale et patrimoine

### Lieux et monuments
- Monument aux morts, sur la place de l'église
- Fontaine moderne, face à l'église
- Le saule pleureur de Sainte-Hélène. Issu d'une branche rapportée de l'arbre qui veillait sur le tombeau de Napoléon 1er sur l'île de Sainte-Hélène, ce saule a aujourd'hui plus de 120 ans.

#### Fontaine des Trois Grâces

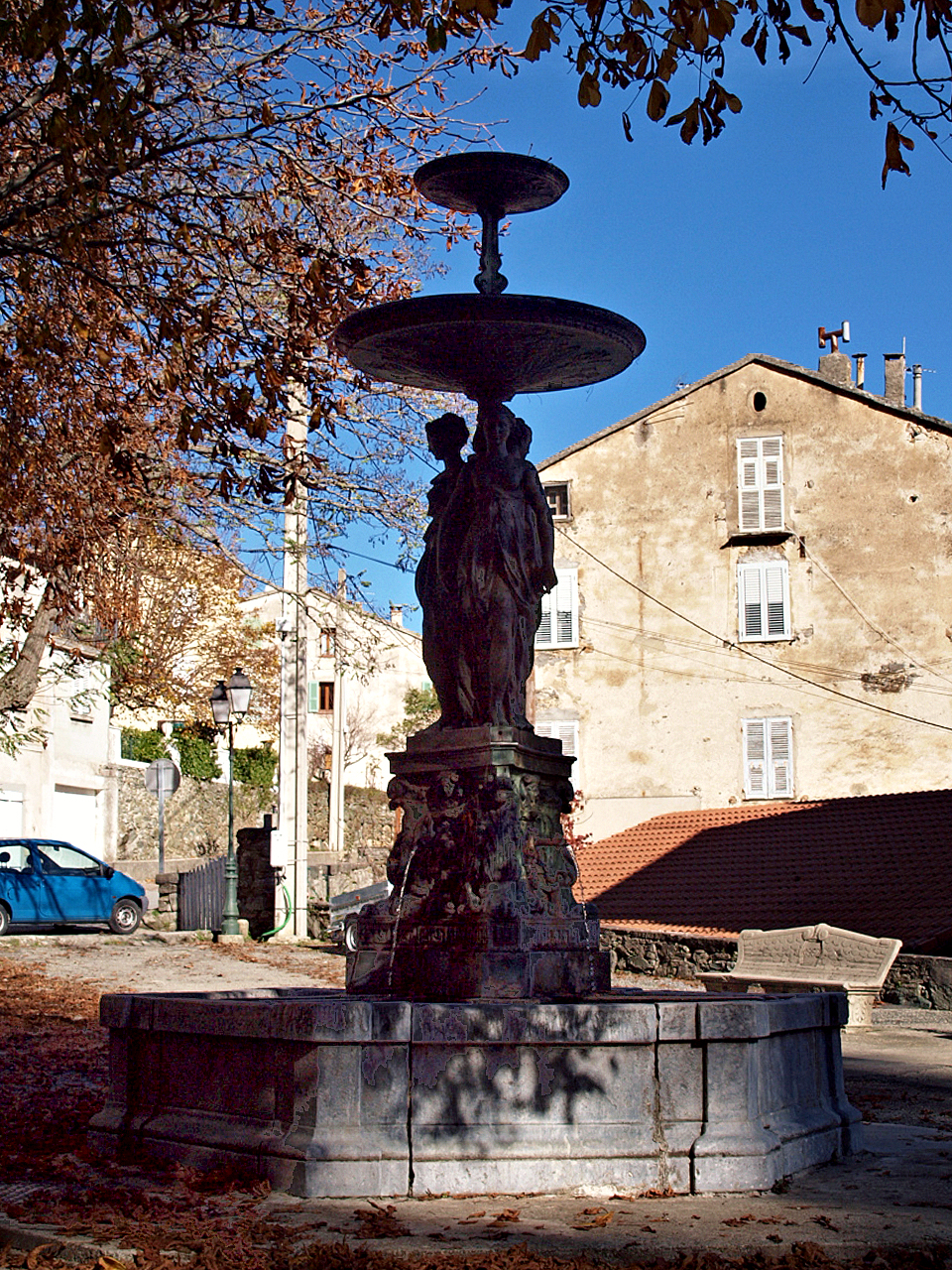
Fontaine des Trois Grâces.

La fontaine publique des « Trois Grâces », en fonte de fer ornée de mascarons et du groupe sculpté des Trois Grâces (Aglaé, Thalie et Euphrosyne), surmontée de deux vasques, est sortie de la fonderie Ducel en 1867. Elle est entourée d'un bassin de fontaine maçonné. Le groupe sculpté des Trois Grâces, symbolisant la fidélité conjugale dans la Rome antique, est réalisé d'après l'œuvre originale du sculpteur Germain Pilon (1535-1590). Déposé initialement dans la chapelle d'Orléans de l'église des Célestins à Paris, il avait été élevé, en 1561, à l'initiative de Catherine de Médicis qui souhaitait honorer son époux Henri II, mort des suites d'une blessure dans un tournoi en 1559. Saisie révolutionnaire, l'œuvre avait été attribuée au musée du Louvre en 1817.
Cette fontaine est inscrite à l'Inventaire général du patrimoine culturel.

#### Mines de cuivre dites mines de Vezzani
Ces mines exploitées souterrainement et à ciel ouvert, sont situées au lieu-dit « Poggiolello », en partie sur les communes de Noceta, Pietroso et Rospigliani. Un filon de pyrite arsenicale était déjà décelé en 1795. Le 19 janvier 1897 les banquiers bastiais, Sébastien, Jacques et Vincent Gregorj obtiennent la concession sous le nom de "mines de Tana-Vezzani" sur une superficie de 1 842 ha. En 1898 l'exploitation fournit plus de 300 t de minerai marchand, essentiellement exportée vers l'Angleterre. La mine cesse d'être exploitée en 1911.
Une filiale de la "Compagnie des phosphates de Constantine" relance l'activité, d'octobre 1925 à mars 1926. 150 t de minerai sont extraits. Cette reprise est éphémère. Elle est suivie de l'abandon du site.
Les mines de Vezzani sont inscrites à l'Inventaire général du patrimoine culturel.

#### Église de l'Annonciation
L'église paroissiale de l'Annonciation (L'Annunziata). Elle a été fondée en 1666 par le père Profizio Grazietti comme mentionné sur une plaque apposée à l'intérieur.
Elle est constituée d'une nef centrale avec six chapelles latérales. En 1997, la chapelle Notre-Dame-des-Grâces a été restaurée par la famille Don Georges Grazietti, derniers descendants du fondateur. Elle possède un autel en marbre et un tableau primitif italien représentant Caïn tuant Abel. Cette œuvre appartenait à la collection du cardinal Fesch.
Restaurée en 2009, l'édifice, d'une architecture classique, présente sur sa façade antérieure une porte latérale aux motifs sculptés étonnants : deux aigles impériaux (voir l'image).

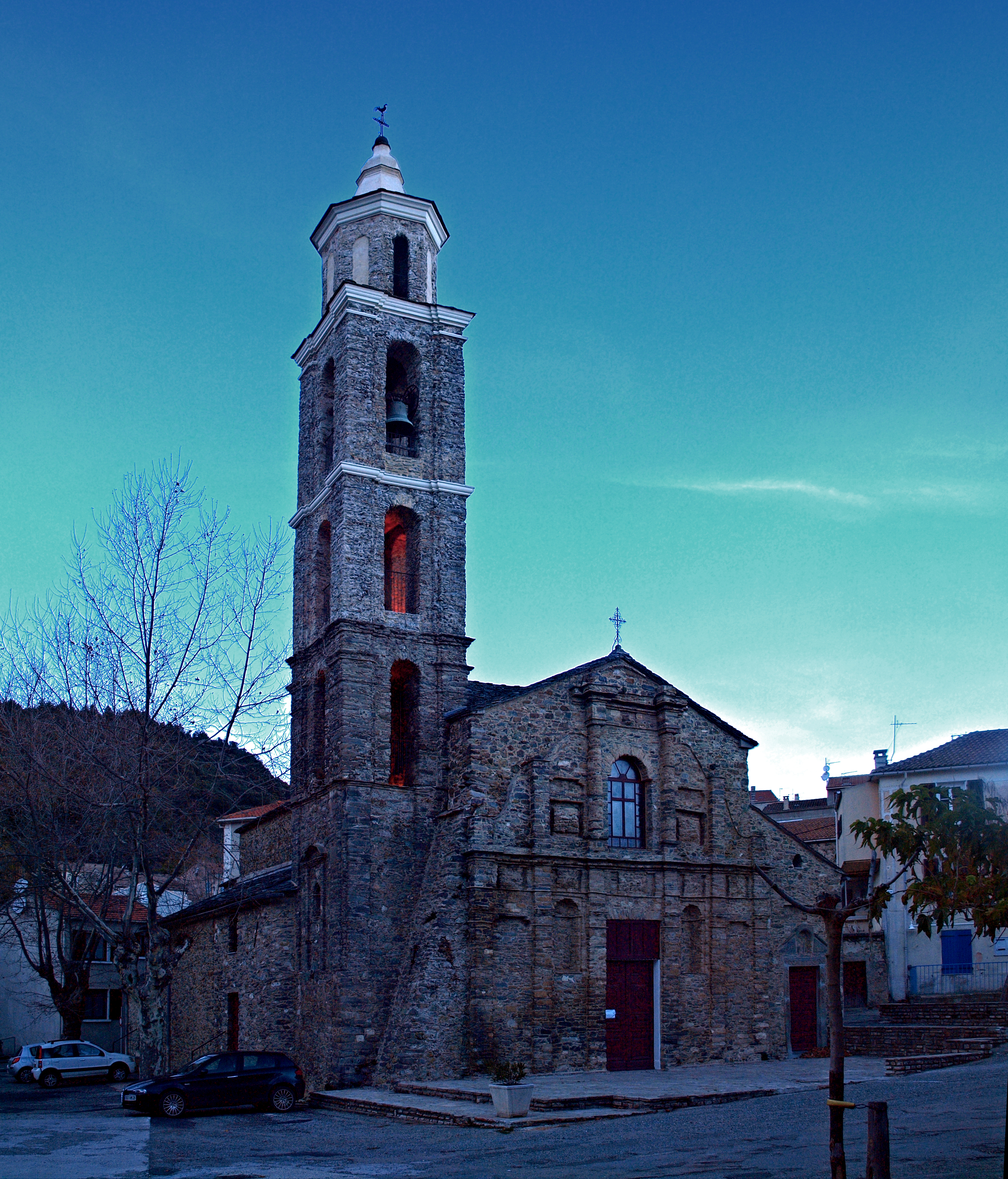
Église de l'Annonciation.
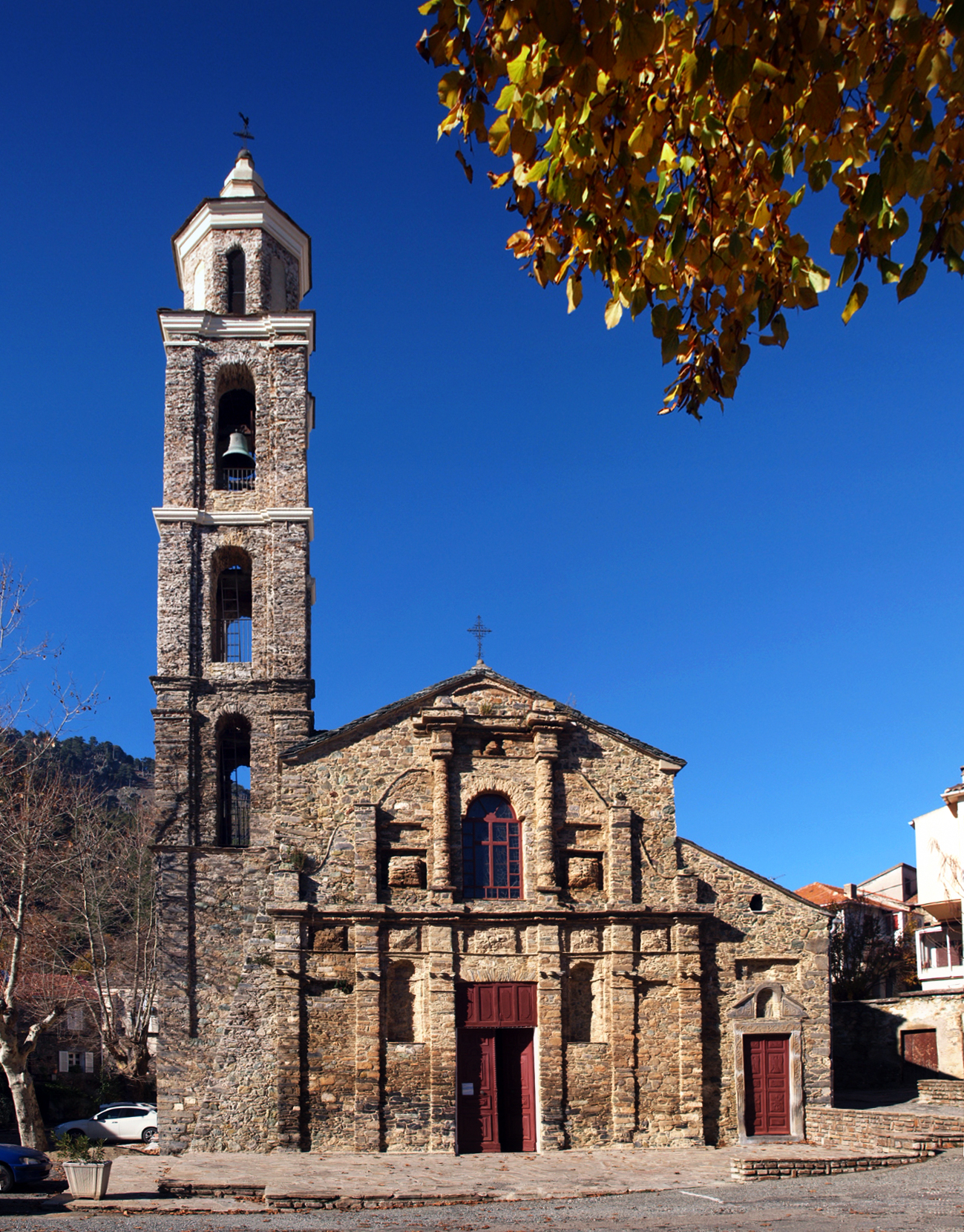
L'église de l'Annonciation.
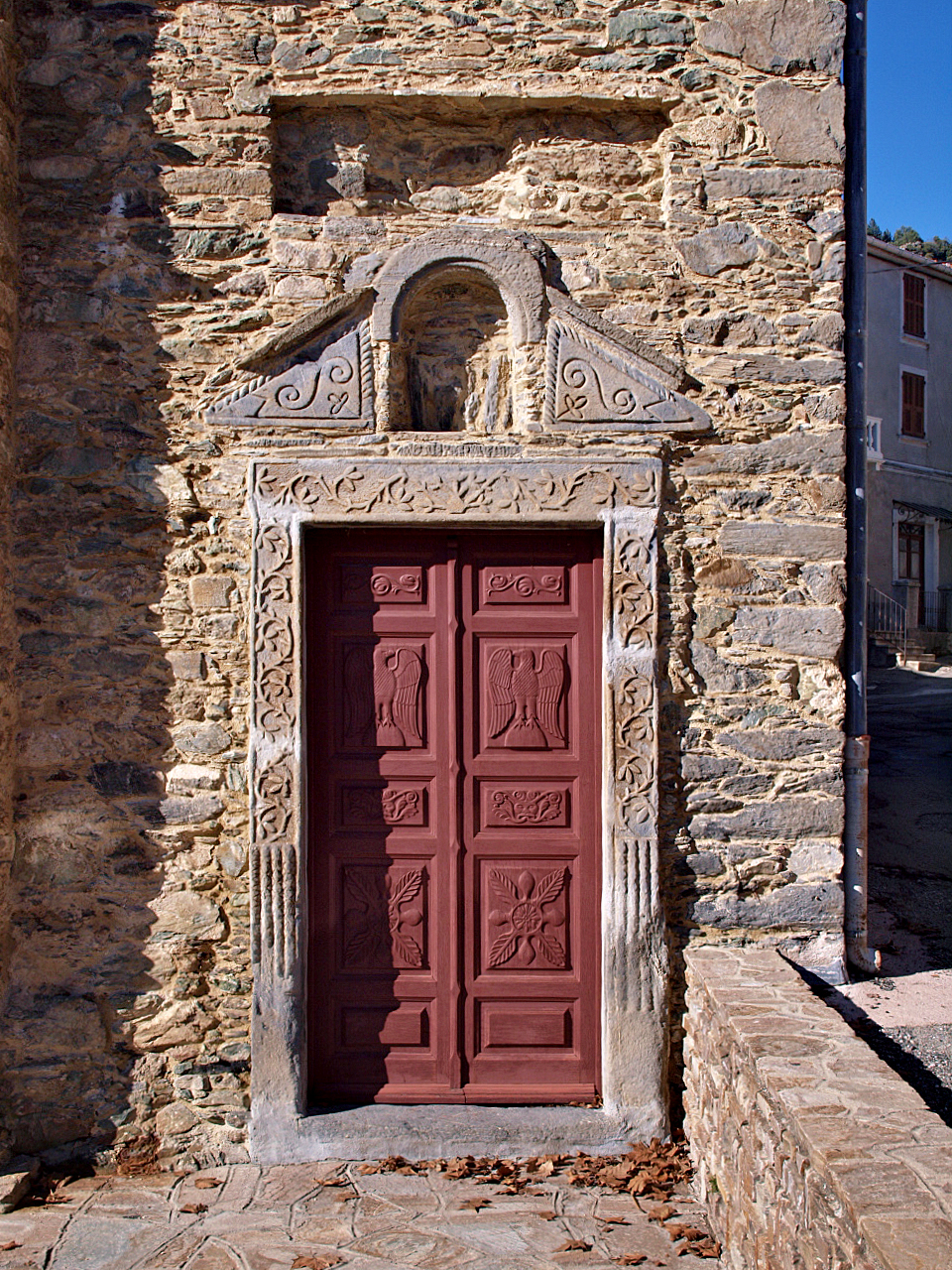
Porte latérale.
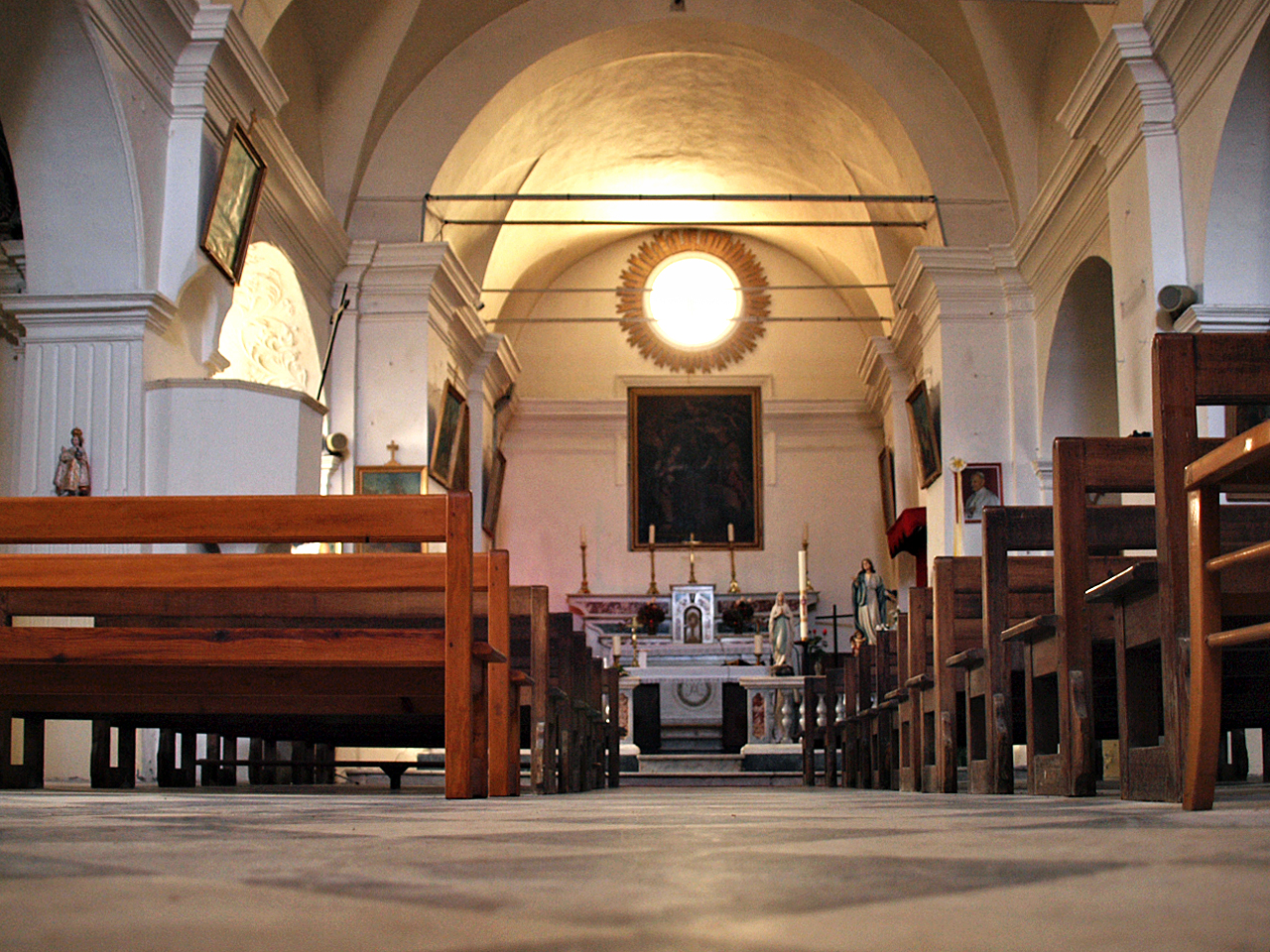
Intérieur de l'église.
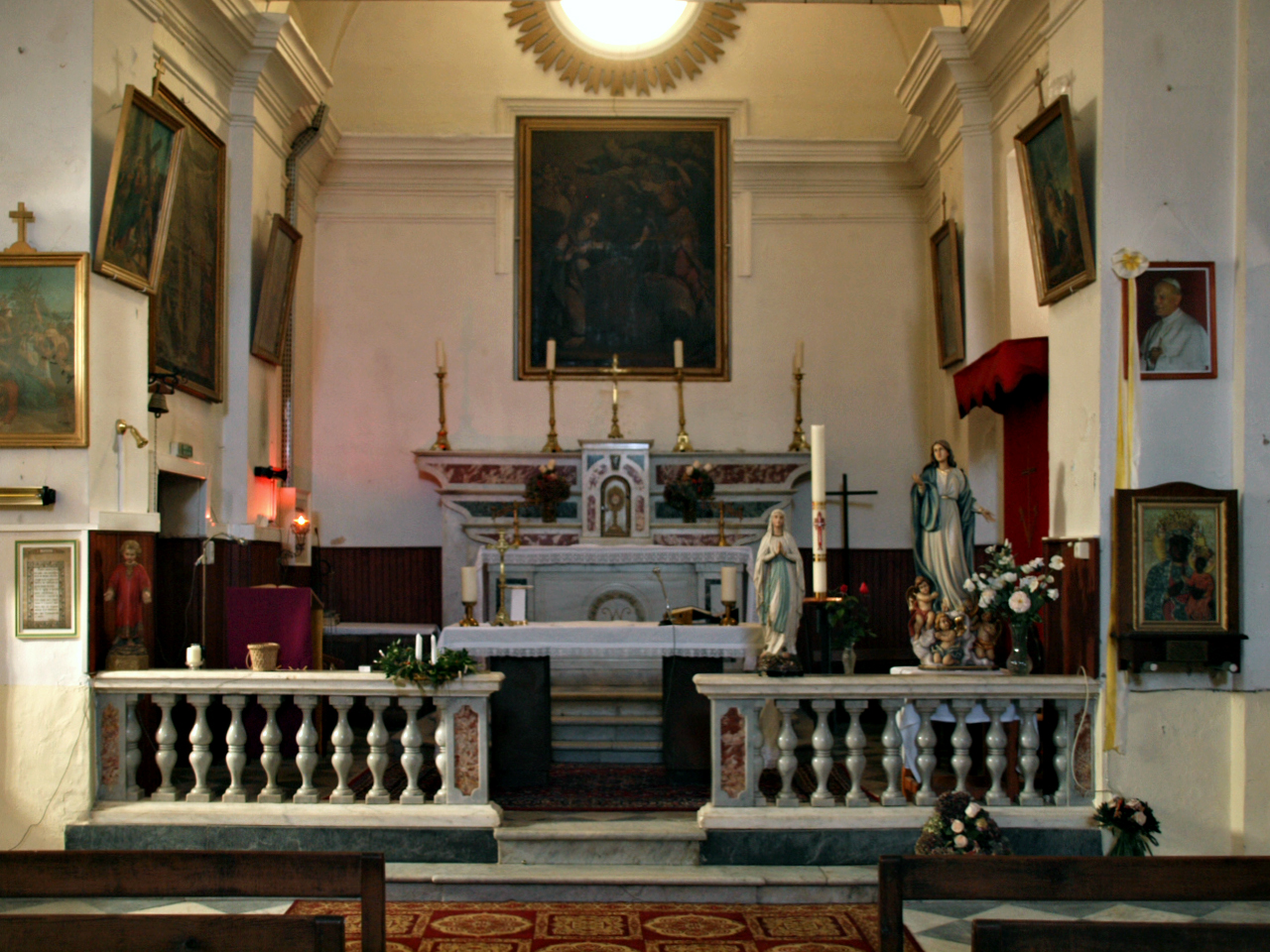
Autel de L'église de l'Annonciation.
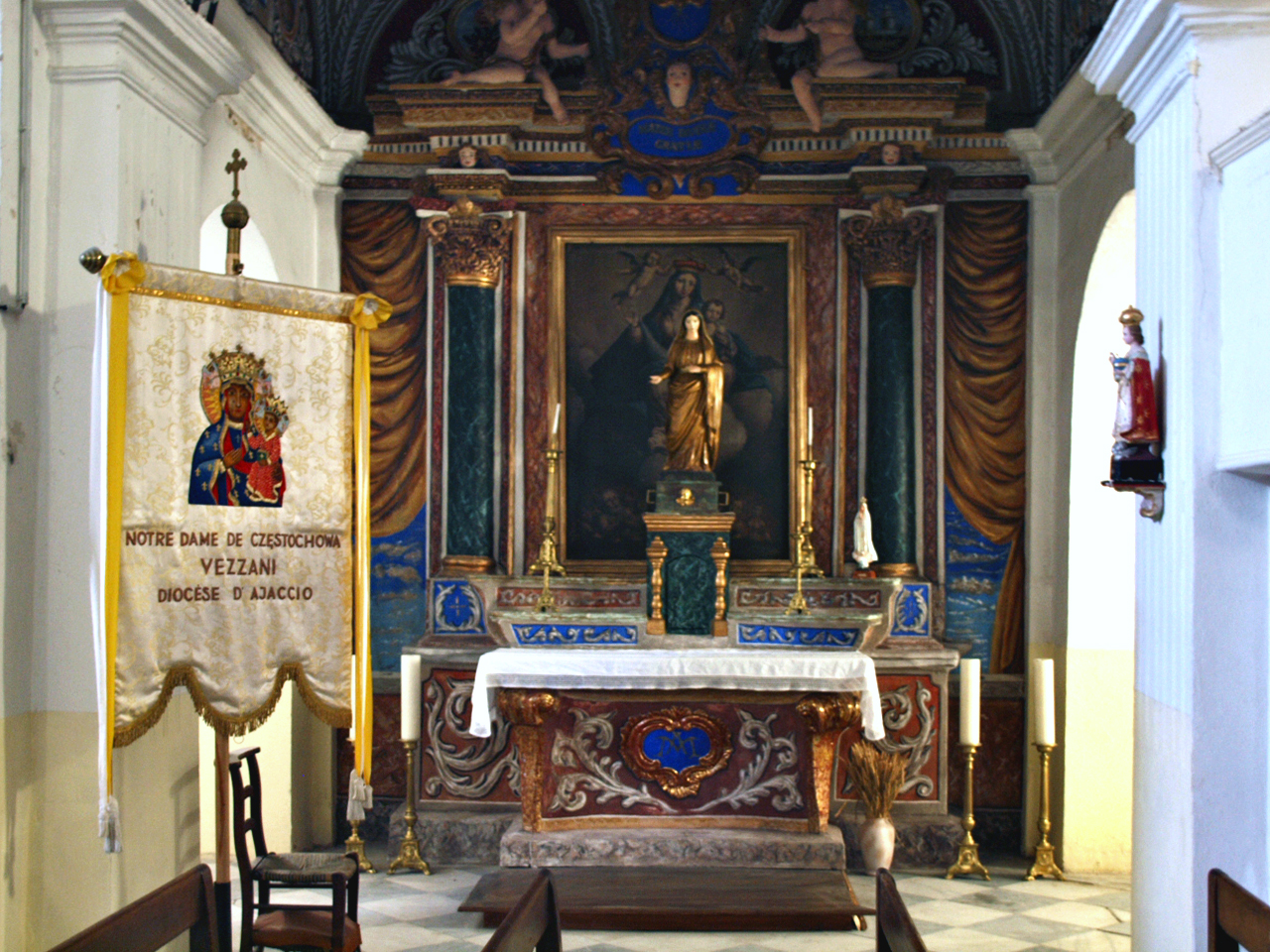
Chapelle Notre-Dame-des-Grâces.

### Patrimoine culturel

#### Musée du bois

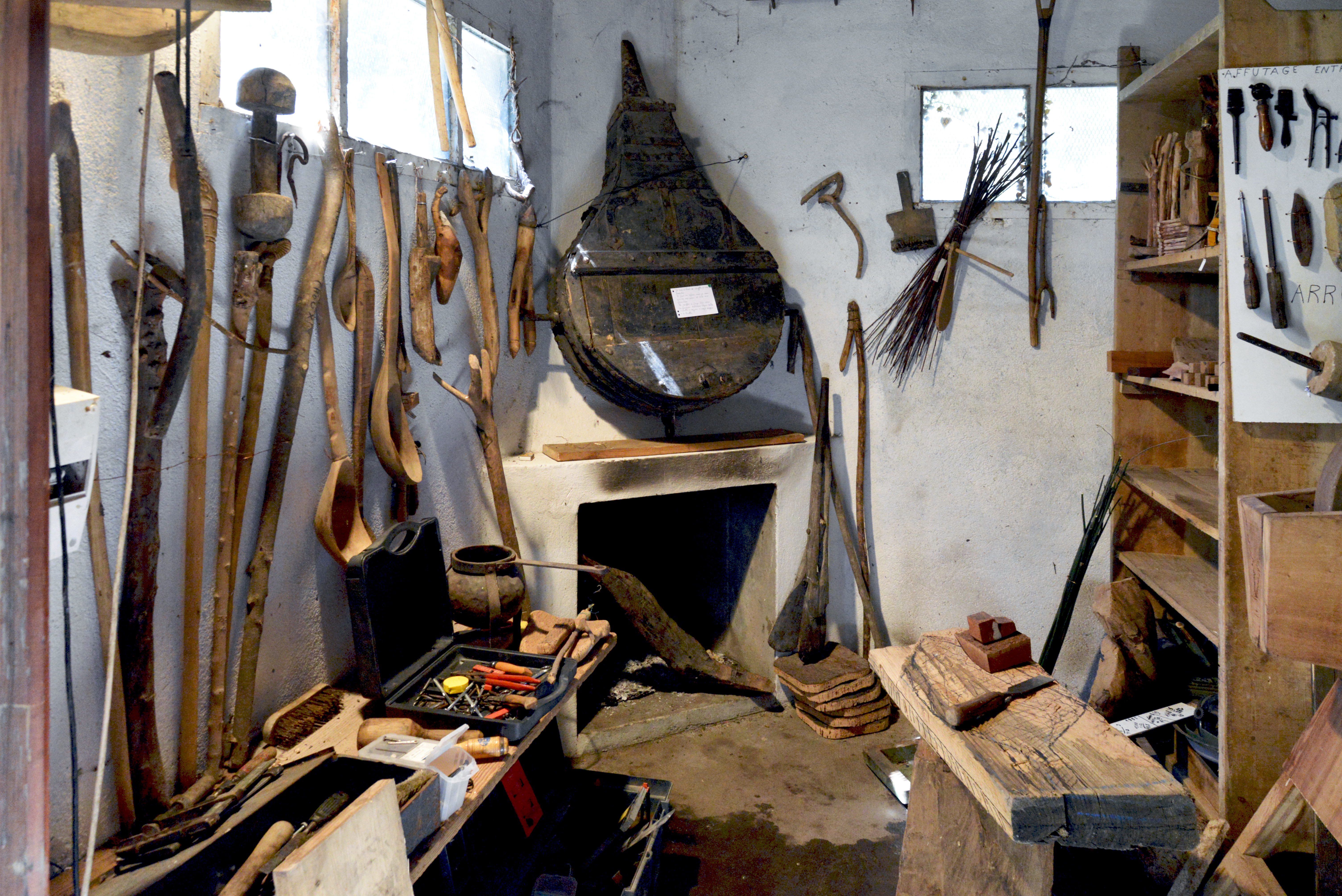
Une vue des outils exposés.

Ce musée nommé a Casetta di u Legnu, a été aménagé dans l'ancien lavoir municipal. Y sont exposées toute une collection de pièces servant au travail du bois, datant du début du XXe siècle à nos jours.

### Patrimoine naturel

#### ZNIEFF
La commune est concernée par deux zones naturelles d'intérêt écologique, faunistique et floristique de deuxième génération :
Forêt de Rospa-Sorba
La zone d'une superficie de 3 068 ha située à l'est de Vivario, couvrent les hauteurs de six communes : Muracciole, Noceta, Pietroso, Rospigliani, Vezzani et Vivario.
Ce vaste massif forestier occupe les versants nord-est et nord-ouest d'une petite chaîne montagneuse se présentant sous l'aspect d'un "V" renversé.
L'essence principale est le pin laricio (u large en langue corse, avec un sous-bois de bruyère arborescente. Est également présent le pin maritime en mélange aux altitudes inférieures et sur les versants les mieux exposés. Le chêne vert couvre des secteurs rocheux. Dans le fond des vallons se développe l'aulne glutineux.
Sapinière du plateau de Caralba
La zone ne concerne que Vezzani. D'une superficie de 87 ha, elle est localisée au sud de la commune de Vezzani à l'extrémité est de la forêt territoriale de Rospa Sorba.

#### Natura 2000
Sites d'Intérêt Communautaire (Dir. Habitat)
Forêt Territoriale de Rospa-Sorba (partie sud-est)
Le site abrite un SIC de la directive « Habitats, faune, flore », d'une superficie de 238 ha, inscrit à l'Inventaire national du patrimoine naturel sous la fiche FR9402002 - Forêt Territoriale de Rospa-Sorba (partie sud-est).
Zone de Protection Spéciale (Dir. Oiseaux)
Forêts territoriales de Corse
La ZPS « Forêts territoriales de Corse », site de la directive "Oiseaux" Natura 2000, couvre une superficie de 13 223 ha. Elle est inscrite à l'INPN sous la fiche FR9410113 - Forêts territoriales de Corse.

### Personnalités liées à la commune
- Capitaine Louis Milelli (1888-1983), Juste parmi les nations[22].
- Albert Preziosi, capitaine de l'Armée de l'air, héros de la Seconde Guerre mondiale. Né à Vezzani en 1915 et disparu au combat à Karatchev en Russie, au sein de l'escadron Normandie-Niemen.
- Beli Blanco ex-Tsutone (Jean-François Morroni), rappeur du 94, est originaire de Vezzani.
- Jacques François Griscelli, agent secret, auteur de Mémoires parus en 1867, traduits en anglais en 1888.
- Louis Talamoni, né le 19 décembre 1912 à Vezzani et mort le 30 avril 1975 à Coti-Chiavari, sénateur du Val-de-Marne de 1963 à 1975 et maire de Champigny-sur-Marne.
- Karole Rocher, dont les grands-parents maternels Biancardi sont originaires de la commune, y tourne son film Fratè avec son mari Thomas Ngijol  et sa fille Barbara Biancardini[23]
- Vincent Cassel dont la mère Sabine Cassel Lanfranchi est originaire du village.